# Bridouxia ponsonbyi
Bridouxia ponsonbyi là một loài ốc nước ngọt nhiệt đới có mang và nắp, là động vật thân mềm chân bụng sống dưới nước thuộc họ Thiaridae.
Loài này có ở Burundi, Tanzania, và Zambia. Môi trường sống tự nhiên của chúng là hồ nước ngọt. Chúng hiện đang bị đe dọa vì mất nơi sống.